# Ádám Horváth (Schachspieler)
Ádám Horváth (* 14. Juli 1981) ist ein ungarischer Schach-Großmeister.
Horváth erhielt im Jahr 2002 den Großmeistertitel. Horváth gewann die ungarische U16-Juniorenmeisterschaft (1996). Er gewann in Avilés im Jahr 2000 die Junioreneuropameisterschaft. Mit der ungarischen Nationalmannschaft nahm er an der Schacholympiade 2006 in Turin teil. Horváth siegte oder belegte vordere Plätze in mehreren Turnieren: 1./2. Platz Atom Cup Turnier Paks (1998), 2./3. Platz FS02 GM Turnier Budapest (2001), 2. Platz Hotel Lipa GM Turnier Szentgotthárd (2001), 2. Platz GM Turnier Balatonlelle (2002), 1. Platz GM Turnier Balatonlelle (2004).

## Vereine
In Ungarn spielt Ádám Horváth für den Csuti Antal SK Zalaegerszeg, mit dem er 2002, 2003, 2004, 2005, 2006 und 2008 ungarischer Mannschaftsmeister wurde und neunmal am European Club Cup teilnahm. In Österreich spielte er bis 2007 beim ESV Austria Graz (unter anderem in den Saisons 2000/01 und 2004/05 in der Staatsliga A beziehungsweise 1. Bundesliga), seit 2009 spielt er beim Schachverein Gleisdorf in der 2. Bundesliga Mitte und steirischen Landesliga. In Belgien spielte er bis 2011 beim KSK 47 Eynatten, mit dem er 2004, 2005, 2006, 2010 und 2011 Meister wurde, in der Saison 2011/12 bei L’Echiquier Amaytois und in der Saison 2017/18 für die Schachfreunde Wirtzfeld, mit denen er den Titel gewann. In der Deutschland spielt Horváth für die SG Speyer-Schwegenheim, unter anderem in den Saisons 2016/17, 2017/18 und 2019/21 in der 1. Bundesliga.